# Avec

## avec
Acrónimo cuyo significado es arte vectorial, se refiere a cualquier imagen digital, que presenta dos características indispensables, haber sido creado a base de vectores y tener en su concepción la función de decoración, sin importar el medio final en el que sea presentado  (ya sea estampado en ropa, impreso o como salvapantallas, etc.). Esto excluye por lo tanto cualquier imagen con fines comerciales como son banners, los videos y juegos que igualmente pueden ser creados con esa base vectorial.
La mejor forma de crear este tipo de imágenes es con la aplicación flash, ahora presentada por adobe;  es sin duda un programa clásico para el diseño de medios destinados a internet.
El término  avec fue creado por Ernesto Hernández Muñoz en 2009, con la intención de dar a este tipo de manifestaciones artísticas digitales un término propio y por lo tanto contribuir a que su identidad como una categoría de arte sea fortalecida.
- Datos: Q5713169